# سفارة إسرائيل في واشنطن العاصمة
سفارة إسرائيل في واشنطن العاصمة هي البعثة الدبلوماسية لدولة إسرائيل إلى الولايات المتحدة. تقع في الشمال الغربي من العاصمة واشنطن في حي كليفلاند بارك والسفير الحالي هو يحيئيل ليتر.
تستضيف السفارة العديد من الفعاليات للسياسيين وعامة الناس على مدار العام، بما في ذلك الاحتفال بـ «يوم الاستقلال الإسرائيلي.
ومع إنشاءاإسرائيل أصبحت السفارة تقع في مكاتب الوكالة اليهودية في 1210 شارع ماساتشوستس.
في 21 مايو 2025، قُتل اثنان من الموظفين في إطلاق نار بمتحف اليهود في العاصمة واشنطن. وهتف المشتبه به بشعارات مؤيدة للفلسطينيين بعد إطلاق النار.

## روابط خارجية
- الموقع الرسمي
- ويكيمابيا